# بخش مرکزی شهرستان داراب
بخش مرکزی شهرستان داراب یکی از بخش‌های شهرستان داراب در استان فارس ایران است.

## تقسیمات کشوری
- بخش مرکزی شهرستان داراب
  - دهستان بالش
  - دهستان بختاجرد
  - دهستان نصروان
  - دهستان هشیوار

شهرها:داراب

## جمعیت
بنابر سرشماری مرکز آمار ایران، جمعیت بخش مرکزی شهرستان داراب در سال ۱۳۹۵ برابر با ۱۱۶٬۱۵۴ نفر بوده‌است.